# Villa Sol (Metro de Lima y Callao)
Villa Sol es el nombre asignado a la cuarta futura estación de la línea 3 del Metro de Lima y Callao en Perú. Será construida de manera subterránea en el distrito de Los Olivos.